# راشيل بينكس
راشيل بينكس (بالإنجليزية: Rachel Binx)‏ هي مصممة ومطورة أمريكية. وهي المؤسس لشركة Meshu و Gifpop ، وهما شركتان تنشئان أشياء مادية، مثل الخرائط وصور جي آي إف المتحركة.
عملت بينكس أيضًا في ستامين ديزاين وشركة ناسا.

## حياتها وتعليمها
ولدت بينكس في نيومكسيكو. وفي عام 2006، انتقلت إلى كاليفورنيا للدراسة في جامعة سانتا كلارا، حيث حصلت على شهادة البكالوريوس في الرياضيات وبعد تخرجها عملت بشكل حر في تصميم مواقع الويب و تصوير البيانات.

## ستامين ديزاين
في عام 2011 ، انضمت بينكس إلى ستامين ديزاين، وهو استوديو للتصميم والتكنولوجيا في سان فرانسيسكو بولاية كاليفورنيا.
في شركة ستامين، عملت بينكس على مشاريع للعملاء مثل إم تي في وفيسبوك وأوبرا وينفري.

## عملها
شاركت بينكس في تأسيس شركة Meshu و Gifpop و monochōme ، وهي شركات صغيرة تستكشف إنشاء كائنات مادية لمرة واحدة من البيانات التي يجدها العملاء ذات مغزى.
كما شاركت أيضاً في خدمة حيث يمكن للناس تحميل البيانات الجغرافية من الخدمات، مثل شخصيات قصص الابطال الخارقين. بحيث يمكن طباعة البطل الخارق بصورة ثلاثية الأبعاد الناتجة من نقاط البيانات التي تم تحميلها بواسطة المستخدم.
قامت بعمل "Gifpop" وهي خدمة لصنع صور جي آي إف فعلية. يتم تحميل ملف جي آي إف وطباعته من خلال ذلك البرنامج. تم إطلاقه عبر مشروع كيك ستارتر الذي جمع أكثر من 35000 دولار من أكثر من 1000 مؤيد.
في عام 2014 ، قامت بينكس بتأسيس شركة monochōme ، وهي شركة ملابس تسمح للعملاء باستخدام خريطة الشارع المفتوحة لإنشاء طباعة مخصصة على مقالات متنوعة.

## مختبر ناسا للدفع النفاث
في عام 2015 ، انضمت بينكس إلى مختبر الدفع النفاث التابع لوكالة ناسا. حيث قامت ببناء أدوات التصور للمركبات(استكشاف الفضاء) والأقمار الإصطناعية وتكنولوجيا الفضاء الأخرى.
تعمل شركة بينكس كجزء من مجموعة أدوات بحث تفاعلية في مجال الإنساني الحاسوبي عن مجموعة من أدوات تقييم البيانات من أجل تقييم المهام.

## وصلات خارجية
- الموقع الرسمي